# يالي هيوك
يالي هيوك (بالتركية: Yalıhüyük)‏ هي بلدة ومُديريَّة تقع في ولاية قونية بتركيا. تصل مساحتها إلى 93.4 كم²، وترتفع عن سطح البحر حوالي 1094 م.